# Her Voice (Fernsehserie)
Her Voice (Originaltitel: Little Voice) ist eine US-amerikanische Romantik-Drama-Serie mit nennenswerten Musik-Anteilen. Produziert wurde sie für den US-amerikanischen Streamingdienst Apple TV+, auf dem auch die Erstveröffentlichung stattfand. Die ausführenden Produzenten sind Jessie Nelson, Sara Bareilles und J. J. Abrams. Von Bareiles stammen darüber hinaus der Titelsong und sämtliche Songs die in der Serie gespielt werden.

## Handlung
Die Episoden beginnen meist mit einem Zettel auf dem Bess einen dem Episodentitel entsprechenden Satz schreibt, oder der auf diesem schon geschrieben steht. Während der Episode schreibt Bess an einem Song zu diesem Thema.
Bess ist Anfang 20 und lebt in New York City. Sie kommt mit vielen kleinen Jobs über die Runden und schreibt so oft sie kann an ihren Songs. Jedoch traut sie sich nicht diese vor einem größeren Publikum zu spielen, weshalb sie von ihren Freunden und ihrer Familie dazu stark motiviert wird sich mehr zu trauen.

## Figuren

### Bess Alice King
Bess ist Anfang 20 und arbeitet als Barkeeperin in einem Club mit Livemusik. Sie passt dazu auf Hunde anderer Menschen auf, gibt Kindern Musikunterricht und singt mit Senioren. Sie schreibt Songs und singt diese am liebsten allein, wo sie niemand hört, meistens in ihrem Lagerraum am Klavier. Bei Auftritten beachtet sie vor allem die Reaktion des Publikums und legt viel Wert auf diese, weshalb sie die negativen Reaktionen während ihres letzten Auftritts dazu angehalten haben, sich vor weiteren zu drücken. Allerdings wird sie durch Freunde und Familie immer unterstützt und motiviert, sich mehr um ihre Musikerkarriere zu kümmern. Ihren Bruder beschützt sie und kümmert sich um diesen. Sie mag Ethan, nimmt es ihm jedoch übel, dass er ihr seine Freundin verschwiegen hat. Sie ist selbst ihr größter Kritiker und urteilt über sich – nach Samuels Meinung – zu streng und ist oft zu verkopft. Dazu hat sie eine klare Vorstellung von ihrem Song und lässt sich davon ungerne abbringen. Von Samuel lässt sie sich daher ungerne etwas sagen, versteht seine Meinung aber meistens doch und gibt dann nach. Ihre Inspiration für die Songs kommen ihr im Laufe einer Folge von überall her.

### Louie King
Er ist der Bruder von Bess und hat eine geistige Behinderung. Sein Dasein fristet er in einem Heim, nachdem er früher bei seiner Schwester gewohnt hat. Er hat eine ausgeprägte Leidenschaft für das Theater und möchte daher dort arbeiten, eine Bewerbung seinerseits wird aber abgelehnt. Auf andere wirkt er eher forsch, da er gerne und viel redet und dabei Schwierigkeiten mit dem sozialen Umgang hat.

### Percy King
Percy war, als er jung war, ein bekannter Musiker und Sänger, und ist der Vater von Louie und Bess. Er singt noch in einer A-Cappella-Band, kommt aber auch eher schlecht als recht mit seinem Lebensunterhalt aus. Trotzdem unterstützt er seine beiden Kinder mit allem, was er hat.

### Ethan
Er besitzt einen Lagerraum direkt neben dem von Bess. Beide lernen sich kennen, als er nach einem Verlängerungskabel fragt, woraufhin sie erst erzürnt ist, dass er ohne zu fragen den Raum betreten hat. Sie entschuldigt sich im Anschluss und verbringt den Abend mit ihm. Er trifft sie wieder in dem Club, in dem sie arbeitet. Dort lernt Bess seine Freundin kennen, die er ihr verschwiegen hat. Jedoch will er weiterhin mit ihr befreundet sein, was er auch erreicht.

### Samuel
Samuel ist Musiker und lernt Bess im Club kennen, wo sie kellnert. Er wird ein echter Freund für Bess, hilft ihr bei ihren Songs, weil er an sie glaubt und sie mehr mag als sie ihn. Dazu singt er mit ihr und spielt zu ihren Songs die Gitarre.

### Prisha
Sie und Bess kennen sich seit der Schulzeit. Prisha hat indische Eltern und ist Bess Mitbewohnerin und ihre beste Freundin. Sie spielt in einer Mariachi-Band. Ihre Eltern versuchen, für sie einen Ehemann zu finden. Jedoch verheimlicht sie ihnen, dass sie lesbisch ist und eine ihrer Bandkolleginnen liebt. Bess erfährt davon, als Prisha von Schwulenhassern mit einer Flasche verletzt wird und ins Krankenhaus muss.

### Benny
Er ist Barkeeper im gleichen Club wie Bess und damit ihr Arbeitskollege. Er besorgt Bess nicht nur einen Auftritt und motiviert sie in ihrer Gesangskarriere, im weiteren Verlauf wird er auch ihr Manager. Benny glaubt fest an das Talent seiner Kollegin!

## Besetzung und Synchronisation
Die deutschsprachige Synchronisation entsteht nach den Dialogbüchern und unter der Dialogregie von Kalpna Joshi durch die FFS Film- & Fernseh-Synchron.

### Hauptdarsteller
| Rolle           | Darsteller                 | Folgen | Synchronsprecher    |
| --------------- | -------------------------- | ------ | ------------------- |
| Bess Alice King | Brittany O’Grady           | 1–9    | Leslie-Vanessa Lill |
| Ethan           | Sean Teale                 | 1–9    | Julian Bayer        |
| Samuel          | Colton Ryan                | 1–9    | Felix Mayer         |
| Prisha          | Shalini Bathina            | 1–9    | Carolin Hartmann    |
| Benny           | Phillip Johnson Richardson | 1–9    | Xiduo Zhao          |
| Louie King      | Kevin Valdez               | 1–9    | Sebastian Griegel   |

### Nebendarsteller
| Rolle      | Darsteller         | Folgen         | Synchronsprecher    | Beschreibung                          |
| ---------- | ------------------ | -------------- | ------------------- | ------------------------------------- |
| Percy King | Chuck Cooper       | 1–4, 6–7       | Thomas Rauscher     | Vater von Bess und Louie              |
| Ananya     | Nadia Mohebban     | 1–3, 6, 8–9    |                     |                                       |
| Phil       | Sam Lazarus        | 1–9            | Benjamin Krause     | Heimbewohner                          |
| Zack       | Mark Blane         | 1–2, 4, 6–7, 9 |                     | Heimbewohner                          |
| Al         | Ned Eisenberg      | 1–2, 5–6, 8, 9 | Andreas Borcherding |                                       |
| Anil       | Samrat Chakrabarti | 1, 3–8         | Matthias Kupfer     | Vater von Prisha                      |
| Vilina     | Sakina Jaffrey     | 1, 3           | Kathrin Simon       | Mutter von Prisha                     |
| Jeremy     | Luke Kirby         | 4–7            | Markus Pfeiffer     | Tontechniker im Electric Lady Studios |

## Episoden
| Folge | Originaltitel         | Deutscher Titel           | Erscheinungsdatum |
| ----- | --------------------- | ------------------------- | ----------------- |
| 1     | I don‘t know          | Wer bin ich?              | 10. Juli 2020     |
| 2     | I will survive        | Ein neuer Freund          | 10. Juli 2020     |
| 3     | Dear hope             | Liebe Hoffnung            | 10. Juli 2020     |
| 4     | Love hurts            | Liebe und Schmerz         | 17. Juli 2020     |
| 5     | Tango                 | Tango                     | 24. Juli 2020     |
| 6     | Tell her              | Sie oder Ich?             | 31. Juli 2020     |
| 7     | Ghost Light           | Ein Licht für die Geister | 7. August 2020    |
| 8     | Sea Change            | Veränderungen             | 14. August 2020   |
| 9     | Sing What I Can’t Say | Was ein Lied sagt         | 21. August 2020   |

## Kritik
„Die Serie ‚Little Voice‘ feiert die Träume junger Musiker in New York. Produzentin Sara Bareilles tritt auch unter eigenem Namen auf. Sie hat ein Musikmärchen geschaffen – ein beschwingtes Denkmal.“

„[…] Die von der Musikerin Sara Bareilles und dem Filmemacher Jessie Nelson, dem Team hinter dem Broadway-Musical ‚Waitress‘, geschaffene Serie steht für ein demokratisches Ideal: Jeder kann seine eigene kleine Stimme finden und kultivieren, sein Lampenfieber besiegen, vor einem Publikum aufstehen und […] ein Star werden.“